# Galen
|  | For månekrateret, se Galen (månekrater) |
Galen (græsk: Γαληνός, Galēnos; latin: Claudius Galenus; 129 –ca. 200 eller 216) fra Pergamon var en fremtrædende læge fra antikken, hvis teorier dominerede den vestlige lægevidenskab i mere end tusind år. Fornavnet "Claudius" findes ikke i de græske tekster og kendes først fra renæssancen. Galen var sin tids mest betydende biolog og læge, og han skrev et af de mest betydende videnskabelige værker i antikken. I sin ungdom havde han besøgt Alexandria og andre lærdomscentre, hvor han havde indsamlet sine kundskaber. Siden slog han sig ned i Rom, hvor han næsten tilbragte resten af livet. Galen byggede videre på især Hippokrates medicinske system, men benyttede sig også af en lang række andre kilder ud over sine egne studier, som omfattede en lang række dissektioner af dyr. Hans nummerering af kranialnerverne benyttes i dag ligesom den teknik, der kaldes galenisk farmaci.

## Biografi
Galen blev født i byen Pergamon i Møsien (Bergama i Tyrkiet) som søn af den velhavende arkitekt Aeulius Nicon. I sin ungdom studerede han landbrug, arkitektur, astronomi, astrologi og filosofi før han koncentrerede sig om medicin.
Da han var tyve år gammel, havde han allerede fungeret som (therapeutes) i fire år i et tempel for Asklepius (lægegud). Galen var her blevet meget interesseret i at studere den menneskelige krop, men dissektion af mennesker var ifølge romersk lov forbudt, så han benyttede dyr som svin og aber. Denne begrænsning af hans studier medførte en lang række fejlagtige antagelser om den menneskelige anatomi og pga. hans autoritet i det lærde miljø, blev hans arbejde ikke korrigeret før mere end tusind år senere. Efter hans fars død i 148 eller 149 forlod han Pergamon for at studere de næste 12 år i Smyrna, Korinth og Alexandria. I 157 Galen vendte han tilbage til sin fødeby, hvor han arbejdede de næste tre år som læge i en gladiatorskole. Her opnåede han stor erfaring i behandling af fysiske skader og åbne sår, som han senere beskrev som "vinduer ind til kroppen".
Galen udførte mange dristige operationer fx på hjerner og øjne, som ikke blev gentaget før næsten 2.000 år senere. Han udviklede en teknik til behandling af grå stær: han indsatte et langt nålelignende redskab, hvormed han kunne fjerne årsagen til sygdommen, men risikoen for at forårsage permanent blindhed hos patienten var stor.
Et pestudbrød i det østlige Middelhav fik mange grækere til at udvandre til Rom. Det medførte bl.a. at der blev oprettet en lægeskole efter græsk forbillede i byen; her fik romerne indblik i den græske medicinske tradition.  Og i 162 flyttede også Galen til Rom og begyndte at undervise, skrive og udføre offentlige demonstrationer af sin anatomiske lærdom. Han opnåede hurtigt ry som en meget erfaren læge, og han tiltrak mange patienter; en af dem var konsulen Flavius Boethius, der introducerede ham til det kejserlige hof. Han blev kort efter udnævnt som livlæge for Marcus Aurelius. På trods af sin stilling ved hoffet undgik han at benytte latin, men foretrak at tale og skrive sit modersmål. Græsk var udbredt i den meget kosmopolitiske by Rom. Den berømte læge kom til også at behandle prominente personer som Lucius Verus, kejser Commodus og Septimius Severus. Alligevel vendte han i 166 tilbage til Pergamon for igen at bosætte sig i Rom fra 169; denne gang til sin død.
Galen tilbragte resten af livet ved det kejserlige hof, hvor han fik lejlighed til både at skrive og eksperimentere. Her foretog han vivisektioner af dyr for at studere nyrernes og rygmarvens funktioner. Hans foretrukne forsøgsdyr var berberaben. Efter sigende var tyve skrivere beskæftiget med at nedskrive hans arbejde. I 191 udbrød der brand i Forum Pacis, og dele af de af hans optegnelser, som han opbevarede der, blev ødelagt. 
På baggrund af en notits i Sudas lexicon fra 10. århundrede er Galens dødsår blevet fastsat til år 200. Nogle moderne forskere har imidlertid i hans bevarede tekster fundet tegn på, at han skrev noget af det i 207. Hans dødstidspunkt kan endda have været så sent som 216.

## Galens fysiologiske system
Galen anså selv sit arbejde som en fuldstændiggørelse af arven fra Hippokrates, og byggede videre på humoralpatologien, dvs. den gamle lære om de fire kropsvæsker blod, slim, sort galde og gul galde. Han beskrev sygdom som en ubalance i disse væsker, og han mente derfor, at tapning af blod kunne genskabe balancen. Galens idé om udstrakt brug af åreladning som behandling for næsten alle lidelser forblev meget indflydelsesrig til det 19. århundrede. Han er også kendt for princippet contraria contrariis, altså det modsatte af homøopatiens similia similibus curentur. Galen mente, man bekæmper sygdom med det modsatte, mens homøopaterne stimulerer til helbredelse med det, der ligner. 
På Galens tid var dissektion af mennesker forbudt, og den anatomiske kundskab var derfor begrænset. Denne begrænsning medførte både fejlagtige og korrekte iagttagelser, primært ud fra studier af berberaber, hvis fysiologi skulle være nærmest menneskets. På det grundlag udviklede han et meget sindrigt fysiologisk system, der var accepteret til renæssancen i 1500-tallet, hvor Andreas Vesalius begyndte en revidering af Galens arbejde.
I Galens system var åndedrættet eller pneuma livets grundprincip, det vil sige den luft, der passerede gennem legemet. Et synspunkt, Erasistratos tidligere havde fremført. Galen beskrev åndens vej således: Den kom ind i kroppen gennem struben og passerede ned til lungerne, og derfra til det venstre hjertekammer, hvor det møder blodet. Det næste spørgsmål var: Hvad var blodets udspring? Hertil havde han et meget opfindsomt, men fejlagtigt svar: Galen mente, at den emulsion, som antog han var latex, der blev dannet ved fordøjelsen, omdannes til blod i leveren. Han mente, at dette organ havde evnen til at omdanne dette stof til venøst blod og forsyne det med ånde, og derefter fordele det til hele systemet. Denne teori var accepteret indtil Harveys opdagelse. Pneuma, mente Galen, fandtes i alt levende, og kaldes "den naturlige ånd".
Galen identificerede forskellen på venøst (mørkt rødt) og arterielt (lyst og tyndt) blod, hver med særlige og adskilte funktioner. Han mente, at det venøse blod opstod i leveren og det arterielle i hjertet; herfra flød blodet ud til alle dele af legemet, hvor det blev forbrugt. Galen havde ikke mulighed for at iagttage de mikroskopiske kapillærrør og bestemme blodkredsløbet.
Et vigtigt element i Galens venøse system var det hulrum, vi i dag kalder højre hjertekammer. Han mente, at blodet der blev renset for urenheder og ført til lungerne, hvor det forsvandt fra kroppen gennem udåndingen. Fra hjertekammeret flød det rene venøse blod tilbage i venerne. En lille del af dette blod strømmede gennem små fine kanaler ind i det venstre kammer, der blev det blandet med pneumat, som var blevet tilført hjertet gennem strubevæggen. Dette skabte en højere form for pneuma, som Galen kaldte livsånde, og det var det, der farvede arteriernes blod lyst. Det lyse arterielle blev ført ud til alle kropsdele, herunder også hovedet og hjernen, som således fik tilført livsånde. Her blev arterieblodet tilført et tredje pneuma, det animalske, der blev fordelt gennem nerverne; Galen antog at de var hule ligesom blodkar.

## Arven efter Galen
Næsten alle de biologiske begreber, det meste af anatomien, meget af botaniken og alle ideer om de levende organismers fysiske struktur som blev benyttet i den videnskabelige verden i Middelhavslandene, Mellemøsten og Europa fra 200-tallet til 1500-tallet stammede alle fra et lille antal tekster, der var skrevet af Galen eller tilskrevet ham. Det findes flere teorier, der skal forklare hvorfor Galens ideer fik sådan en indflydelse. En af de mest udbredte er, at de var anerkendt af kirken, fordi han selv troede, at en gud havde skabt alt med en forudbestemt mening. Det passede med middelalderens teologiske holdninger hos de abrahamitiske religioner.[kilde mangler]
Oversættelsen til arabisk fra mellem 830-870 af 129 værker af Galen af Hunayn ibn Ishaq og hans assistenter betød, sammen med Galens insisteren på en rationel systematisk tilgang til sit arbejde, at hans teorier kom til at sætte standarden for lægevidenskaben i den muslimske verden. Titler som "Tvivlen på Galen" af Muhammad ibn Zakarīya Rāzi (Rhazes) (d. 925) og værker af Ibn al-Nafis viser at Galen ikke blev brugt fuldstændigt kritikløst, men snarere som udgangspunkt for videre studier. Den stærke vægt på eksperimenter og empiri førte til nye resultater og observationer indenfor lægevidenskaben af Razi, al-Majusi, Ibn Sina (Avicenna) og Ibn al-Nafis. I den arabiske verden kendes Galen oftest som "Jalinos".
Senere i højmiddelalderens Europa blev Galens værker om anatomi hovedværket på medicinske fakulteter på de nye universiteter, der blev grundlagt; det lægevidenskabelige arbejde led dog af stilstand og intellektuel stagnation. I 1530’erne påbegyndte den flamske anatom Andreas Vesalius opgaven at oversætte flere af Galens værker til latin. Ved det opdagede han det fejlagtige grundlag Galens arbejde byggede på. Vesalius’ revision førte til at mest berømte værk: De humani corporis fabrica. Bogen var stærk påvirket af Galens skriveform, men var en total revurdering af hans metoder og ideer. I modsætning til Galen havde Vesalius mulighed for at foretage dissektioner på mennesker og basere sine iagttagelser på direkte observationer og ikke sammenligninger til andre dyrearter.

## Eksterne link

### Værker
- Galen, On the Natural Faculties English translation
- Galen, Commentary on Hippocrates "On the nature of man"
- Galen, Exhortation to the Study of the Arts especially Medicine: To Menodotus
- Galen, On diagnosis from dreams

### Andre
- Galen University Arkiveret 14. oktober 2007 hos  Wayback Machine
- Galen Arkiveret 10. december 2007 hos  Wayback Machine
- Galen, University of Dayton Arkiveret 19. august 2006 hos  Wayback Machine
- Galen: A Biographical Sketch Arkiveret 29. december 2007 hos  Wayback Machine
- Greek Biology and Medicine by Henry Osborn Taylor (1922) Arkiveret 11. februar 2006 hos  Wayback Machine
- Greek Biology and Medicine by Henry Osborn Taylor (1922): Chapter 5 – "The Final System: Galen"
- Galen and the Greek-Hellenic History of Medicine Arkiveret 19. september 2009 hos  Wayback Machine
- Misconceptions Arkiveret 24. marts 2008 hos  Wayback Machine